# Gabber Piet
Gabber Piet (rodno ime Piet van Dolen) je nizozemski producent i pjevač.
Gabber Piet je u razdoblju 1995. – 1998. imao neke happy hardcore hitove kao što su "Hakke & Zage" i "Love U Hardcore". Van Dolen je na početku bio glavna figura u gabber sceni. Radio je kao pomoćni promicatelj u izdavačkoj kući ID&T, specijaliziranog u hardcore/gabber glazbi. Također je bio domaćin na zabavama te je predstavio program "Hakkuh!" na televiziji TMF.
U reakciji na gabber parodiju "Gabbertje" od Hakkûhbara, izdavačka kuća Bunny Music je htjela slično izdanje parodije pod nazivom "Hakke & Zage". Korištena je melodija najavne špice nizozemske dječje serije Peppi & Kokki (rađene u stilu Stanlija i Olija). Pjesmu je otpjevao Gabber Piet. Zbog toga što je Piet objavio pjesmu u izdavačkoj kući "Bunny Music", a ne kod svog poslodavca ID&T, otpušten je.
Štoviše, gabber scena mu je okrenula leđa, jer su ga mnogobrojni gabberi kritizirali. Onda je Piet objavio album Love The Hardcore. Pjesme "Hakke & Zage" je uvrštena kao bonus pjesma koja uključuje ispriku gabber sceni.

## Diskografija
Objavljeno pod Gabber Piet
- 1996.: Hakke & Zage
- 1997.: Love The Hardcore
- 1997.: Love U Hardcore

Objavljeno pod Dogpound
- 1998.: Bass D & King Matthew feat. Dogpound - "Theme From Dogpound"
- 1998.: Bass D & King Matthew feat. Dogpound - "The New Dance"

## Vanjske poveznice
- Diskografija